# Kastell Marköbel

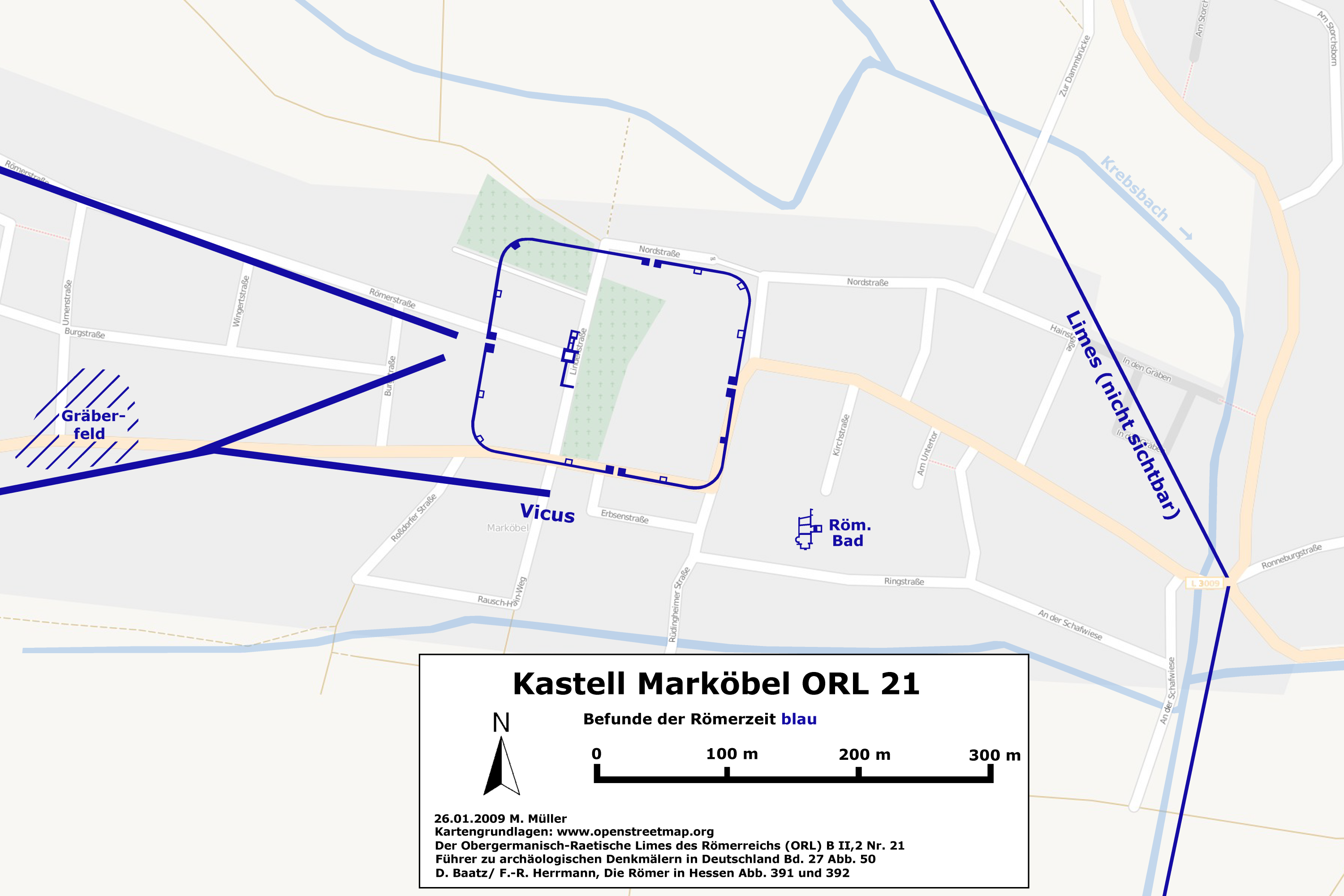
Lageplan des Kastells in der heutigen Bebauung

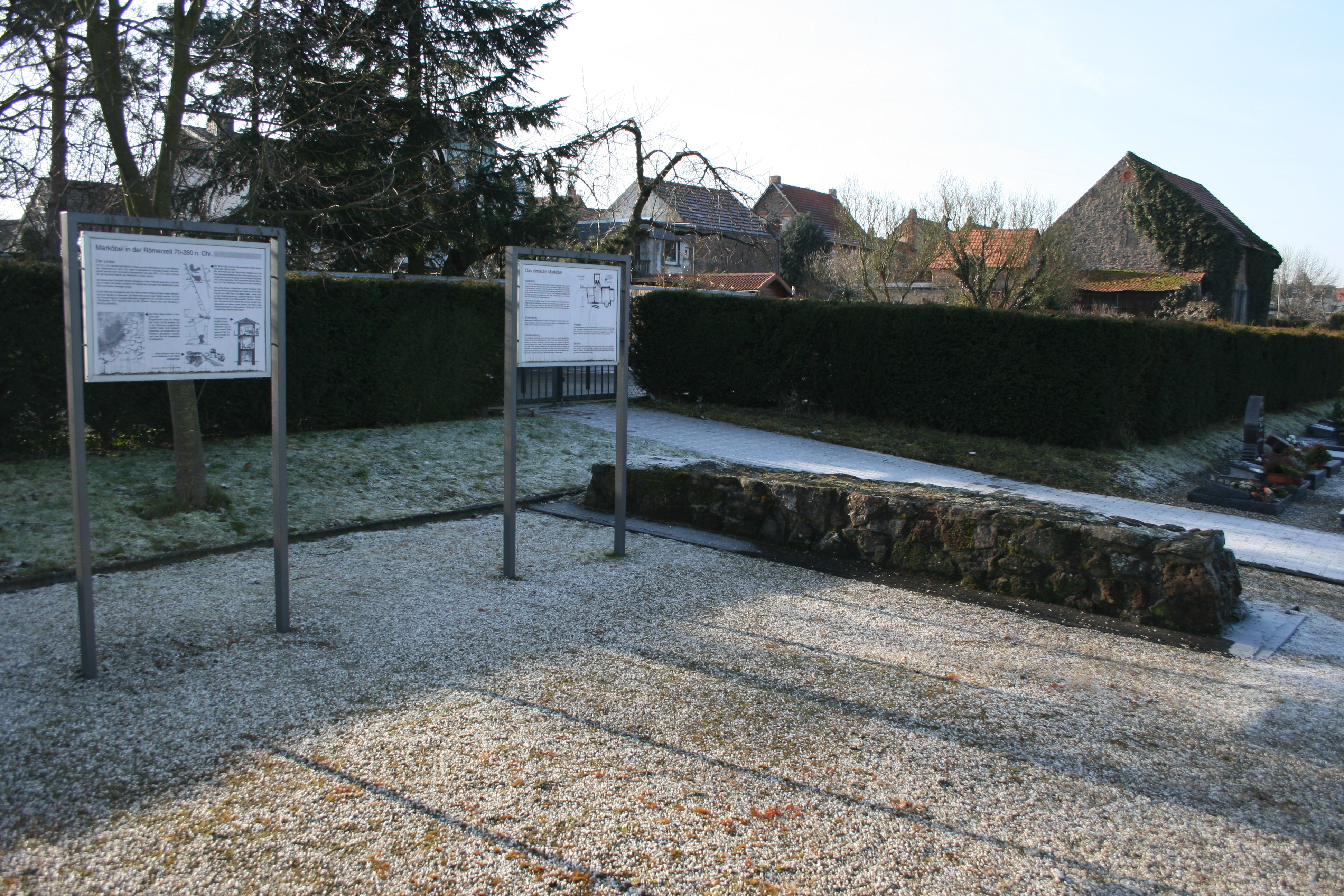
Rekonstruiertes Mauerstück unklarer Zuordnung auf dem neuen Friedhof

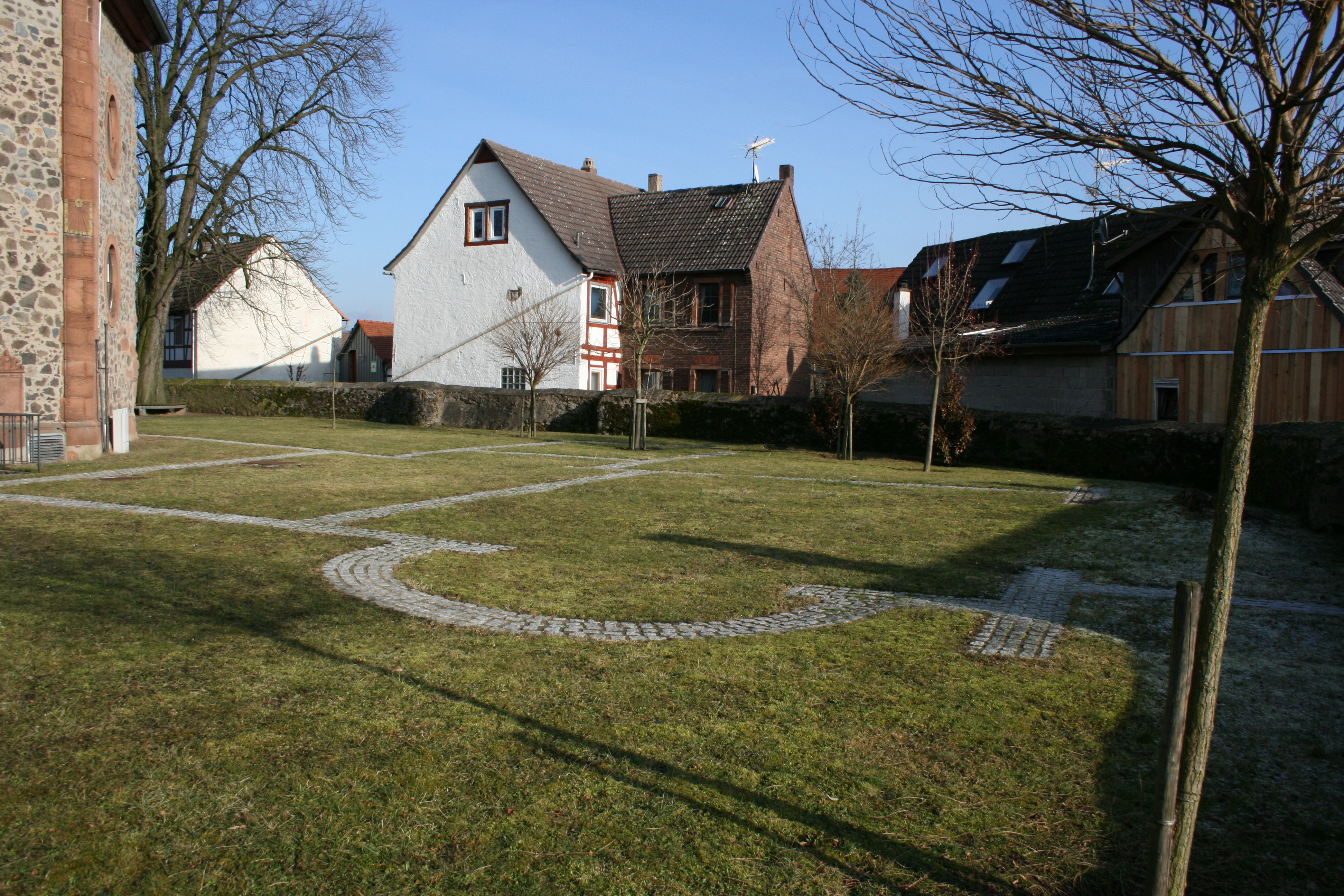
Mit Natursteinen markierte Lage des Kastellbades im Kirchhof

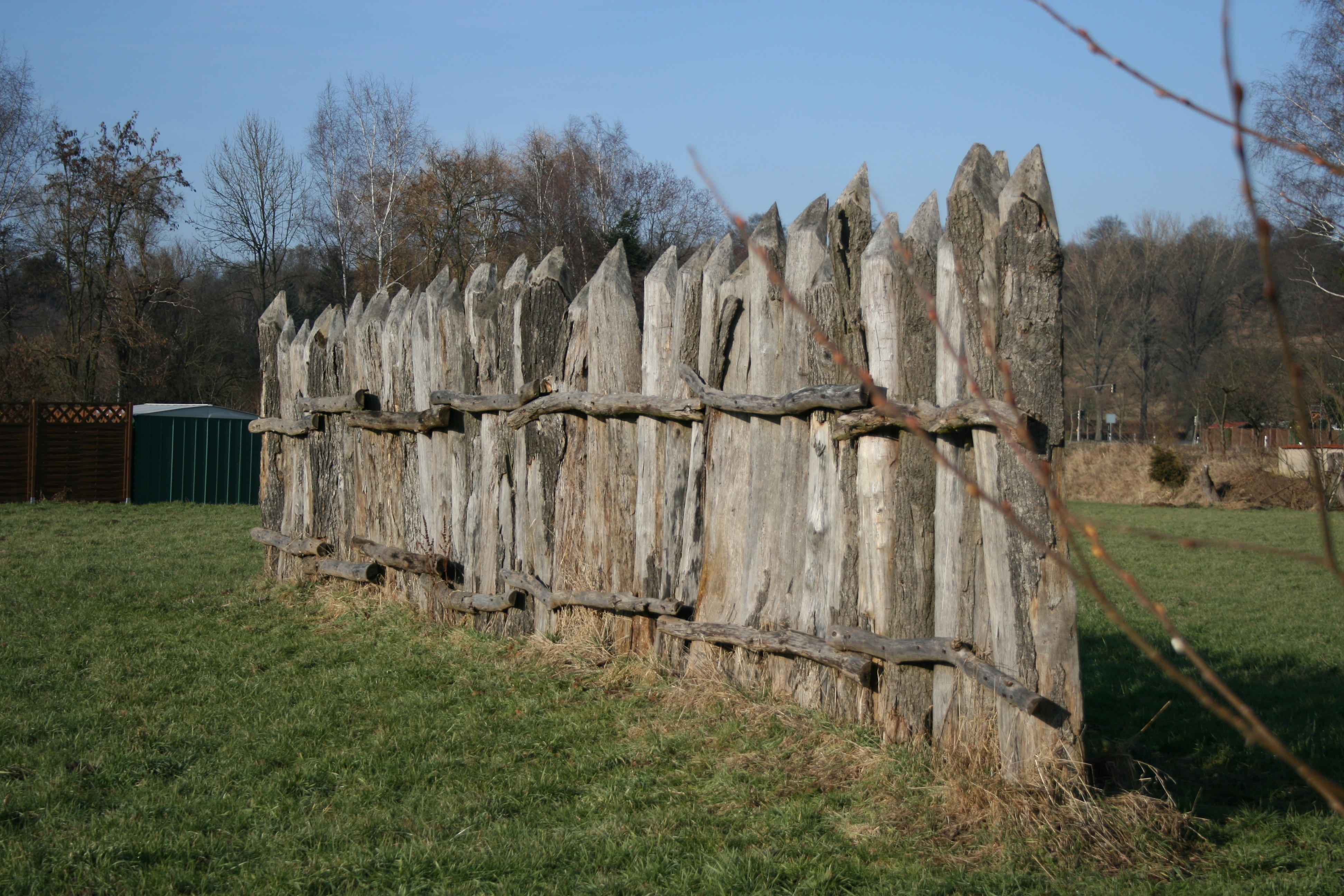
Rekonstruierte Limespalisade

Das Kastell Marköbel war ein römisches Kastell an der Wetteraulinie des Obergermanisch-Raetischen Limes im heutigen Marköbel, einem Ortsteil der Gemeinde Hammersbach im Main-Kinzig-Kreis. Heute ist von der Anlage, abgesehen von einigen Rekonstruktionen, nichts mehr sichtbar.

## Lage
Marköbel befindet sich im Ronneburger Hügelland, das als westlicher Ausläufer des Vogelsberges den Ostrand der Wetterau bildet. Der mittelalterliche Ortskern und das Kastell liegen auf einem von West nach Ost verlaufenden Hügel, der sich zwischen 10 und 25 Metern über dem Krebsbach und seinen Zuflüssen erhebt.
Bereits in vorrömischer Zeit passierte ein Weg dieses Gebiet, der vom Untermaingebiet entlang des südlichen Mittelgebirgsrandes in das Fuldaer Becken führte, wo sich zur Zeit der Römer ein größeres germanisches Siedlungsgebiet befand. Auch im Mittelalter besaß diese als so genannte Hohe Straße eine Bedeutung als Teil der Via Regia.
Am Übergang der Straße über den Krebsbach befand sich gleichzeitig ein Limesübergang, zu dessen Kontrolle das Kastell an diesem Ort angelegt wurde. Sein östlicher Teil befindet sich unter dem mittelalterlichen und neuzeitlichen Ortskern Marköbels und ist fast komplett überbaut.

## Befunde
Aufgrund der günstigen Lage wurde bereits früh im 19. Jahrhundert nach einem Kastell gesucht. Interesse erregten dabei die Flurnamen „große“ und „kleine Burg“ außerhalb der mittelalterlichen Stadtmauer sowie der Höhenzug westlich Marköbels, wo Georg Wolff und August von Cohausen 1881 Feldbegehungen vornahmen. Nachdem Wolff 1884 in Ortsnähe das Kastell nachweisen konnte, war aber ersichtlich, dass man zuvor die Reste des Kastellvicus untersucht hatte. Grabungen folgten unter Wolffs Leitung durch die Reichs-Limeskommission (RLK) 1892 und 1893.
Im 20. Jahrhundert sind große Teile des Kastells und der Zivilsiedlung überbaut worden, ohne dass weitere archäologische Untersuchungen stattgefunden hätten. 1951 wurden unter der evangelischen Kirche beim Einbau einer Heizung die Fundamente des Badegebäudes durch Hugo Birkner entdeckt. Diese hat Karl Dielmann zwischen 1963 und 1965 teilweise ausgegraben.
Das letzte noch unbebaute Kastellareal im Nordwesten wurde 1983 vom Landesamt für Denkmalpflege Hessen und dem Hanauer Geschichtsverein vor der Anlage des neuen Friedhofs untersucht.

### Kastell

#### Umwehrung und Innenbebauung
Das von Wolff nachgewiesene Steinkastell besaß eine Größe von 3,3 ha und war nach Osten, auf den Limes hin, orientiert. Von den Toren wurde das rückwärtige (porta decumana) sowie das linke Seitentor (porta principalis sinistra) durch die Reichs-Limeskommission aufgedeckt. Das Kastell war an allen Seiten mit einem doppelten Spitzgraben umgeben, der innere mit einer Breite von neun, der äußere elf Meter bei einer Tiefe von zwei Meter. Nachweise je eines Eck- und Zwischenturmes ergäben bei regelmäßiger Anordnung vier Eck- und zehn Zwischentürme. Zinnendecksteine aus Büdinger Sandstein belegen eine Kontrolle des Limesvorlands durch die römischen Truppen. Die 1,20 bis 1,30 m breite Mauer bestand aus Gussmauerwerk.
Der Kastellgrundriss lässt sich im Ortsbild noch anhand des Verlaufs der Haupt- und der Nordstraße nachvollziehen. Die heutige Römerstraße führt knapp an der porta decumana vorbei und mündet im Bereich des Stabsgebäudes (principia) in die Lindenstraße. Im Fahnenheiligtum der principia fand sich bei den Grabungen noch der Zeigefinger einer überlebensgroßen Bronzestatue. Dieser hat wahrscheinlich zu dem einst hier aufgestellten Kaiserstandbild gehört. Das Fragment wird in das 2. bis Mitte des 3. Jahrhunderts n. Chr. datiert.
Nennenswerte Teile der Innenbebauung liegen nur vom rückwärtigen Bereich des Stabsgebäudes vor, das im Bereich der Einmündung Römerstraße/Lindenstraße aufgedeckt wurde. Untersucht wurde das Fahnenheiligtum und drei anschließende Räume mit Porticus. Weitere Reste der Innenbebauung, die wohl größtenteils aus Fachwerkgebäuden bestand, konnten nur in geringerem Umfang untersucht werden. Ein Stück römische Mauer steht heute ohne Erläuterung des Zusammenhangs auf dem Neuen Friedhof, wo sich auch zwei Schautafeln befinden.
Die Grabungen 1983 erbrachten Hinweise auf einen Vorgängerbau in Holz-Erde-Bauweise, der sich deckungsgleich unter der Mauer des Steinkastells befand. Von diesem wurden ein Eck- sowie mehrere Zwischentürme nachgewiesen.
Die Besatzung des Kastells lässt sich aus den Funden, insbesondere aus einem Mangel an Inschriftenfunden, nicht erschließen. Zu vermuten wäre aufgrund der Größe (zum Vergleich: Steinkastell der Saalburg 3,2 ha) eine teilberittene Kohorte oder eine Ala mit einer Stärke von 500 Mann.

#### Datierung
Neben dem Holz-Erde-Kastell gibt es verschiedene Anhaltspunkte für eine Datierung des Kastells Marköbel in die Frühzeit des Limes, d. h. in die Zeit Kaiser Domitians oder Trajans. Auffällig sind die kilometerlangen schnurgeraden Verläufe des Limes nördlich und südlich Marköbels bis zu dem Knick am Übergang östlich des Kastells. Sie legen nahe, dass die Anlage beim Bau des Limes und der Vermessung bereits bestanden hat.
Funde von Südgallischer Terra sigillata sowie Ziegelstempel der Legio XIIII Gemina, die um 97 n. Chr. von Mainz an die Donau abgezogen wurde, stützen einen frühen Datierungsansatz. Neufunde zweier Kastelle bei Hanau-Mittelbuchen belegen, dass es in der Frühzeit noch kleinere Grenzverschiebungen am Wetteraulimes gegeben hat.
Das Steinkastell wäre dann unter Kaiser Hadrian (117–138) erbaut worden. Dieser Ansatz würde zur Errichtung der hölzernen Limespalisade passen, deren Erstellungszeit durch Einsatz der Dendrochronologie wahrscheinlich bereits auf das Jahr 120 n. Chr. festgeschrieben werden kann. Die Hölzer wurden im Winter 119/120 sowie im Frühjahr 120 geschlagen.

### Badegebäude
Die Lage des 1963 bis 1965 teilweise ausgegrabenen Kastellbades wurde im Hof hinter der Evangelischen Kirche mit Natursteinen angedeutet und mit Hinweistafeln versehen. Im Außenbereich sichtbar sind vor allen Dingen die beheizbaren Baderäume, das Kaltbad (frigidarium) liegt unter dem Kirchenchor. Durch eine Vielzahl gefundener Ziegelstempel konnte die Erbauung auf den Anfang des 2. Jahrhunderts datiert werden. Gegen Ende des 2. Jahrhunderts ist eine größere Renovierung nachweisbar.

### Zivilsiedlung und Gräberfeld
Vom Kastellvicus sind nur wenige Befunde planmäßig ergraben worden. Es befand sich entlang der Ausfallstraßen westlich und südlich des Kastells. Dazu gehört ein Hallenbau am Westrand des heutigen Dorfes, der als Heiligtum gedient haben könnte, sowie vier Steinkeller unterhalb des südlichen Kastelltores.
In der Römerstraße wurde 1884 ein Ziegelbrennofen entdeckt, dessen Ziegel allerdings nicht gestempelt waren.
Gegen Ende des 19. und in der ersten Hälfte des 20. Jahrhunderts wurden in der Urnenstraße insgesamt 45 Brandgräber bei Baumaßnahmen geborgen, die das einzige bekannte Gräberfeld des Kastells belegen.

### Limesverlauf bis Langendiebach
| ORL     | Name/Ort                   | Beschreibung/Zustand |
| ------- | -------------------------- | --- |
| 21      | Kastell Marköbel           | siehe oben |
| Wp 5/1  |                            | In der Krebsbachniederung, vermutet. In dem seit der Antike feuchterhaltenen Gelände zwischen dem Hammersbacher Ortsrand und dem Krebsbach waren bei der Auffindung noch sechs hölzerne Stümpfe der Palisade erhalten, welche einen Durchmesser zwischen 0,27 und 0,37 m aufwiesen. Um die Palisade zu setzen, hatten die römischen Bauhandwerker einen 0,4 m breiten Graben ausgehoben und die Pfähle in einem verhältnismäßig weiten Abstand von 0,25 bis 0,35 m im Boden verankert. Bei diesen Arbeiten entstandene Holzreste wurden ebenfalls im Palisadengraben aufgedeckt. |
| Wp 5/1a |                            | nicht erhalten. |
| Wp 5/2  | Auf dem Stein              | Holz- und Steinturmstelle durch Grabungen nachgewiesen. Das Areal wird intensiv landwirtschaftlich genutzt. Nicht sichtbar. Ein kleines Hinweisschild befindet sich vor Ort. Dieser Wachturm ermöglichte den römischen Soldaten einen umfassenden Blick in das Krebsbachtal und über das Kastell Marköbel hinaus zum nördlich gelegenen Wp 4/107. |
| Wp 5/3  | An der Gelnhäuser Hohle    | Steinturmstelle ergraben, Hinweis auf Holzturmstelle. Nicht sichtbar, intensiv landwirtschaftlich genutztes Areal. |
| Wp 5/4  | An der Kuhhohle            | Ergrabenes Steinturmfundament von 1 m Breite; 5,50 × 5,50 m (Mitte 2. Jh. bis erstes Jahrzehnt des 3. Jh.). Zwei Holzturmstellen (Holzturm 1: 110 bis 135 n. Chr.; Holzturm 2: um 135 bis um 150 n. Chr.) durch geophysikalische Prospektion nachgewiesen. Grabungen führten im Jahr 2004 zum Fund von Backöfen und Erdkellern. Außerdem konnte während dieser Forschungen der in diesem Bereich bisher nur vermutete Limesverlauf korrigiert werden. |
| Wp 5/5  |                            | vermutet |
| Wp 5/6  |                            | vermutet |
| ORL KK  | Kleinkastell Langendiebach | siehe separaten Artikel Kleinkastell Langendiebach |

## Denkmalschutz
Das Kastell Marköbel und die erwähnten Anlagen sind als Teil des Obergermanisch-Raetischen Limes seit 2005 Teil des UNESCO-Welterbes. Außerdem sind es Bodendenkmäler nach dem Hessischen Denkmalschutzgesetz. Nachforschungen und gezieltes Sammeln von Funden sind genehmigungspflichtig, Zufallsfunde an die Denkmalbehörden zu melden.